# Eucalyptus pachyphylla
Eucalyptus pachyphylla är en myrtenväxtart som beskrevs av Ferdinand von Mueller. Eucalyptus pachyphylla ingår i släktet Eucalyptus och familjen myrtenväxter. Inga underarter finns listade i Catalogue of Life.